# Прицкер, Пенни
Пенни Сью Прицкер (англ. Penny Sue Pritzker; род. 2 мая 1959, Чикаго, Иллинойс) — американская общественная деятельница и политик. 38-й министр торговли США в кабинете Барака Обамы, спецпредставитель США по Украине (2023—2024). Является основателем PSP Capital Partners и Pritzker Realty Group. Она также соучредитель Artemis Real Estate Partners.

## Биография
Родилась в богатой еврейской семье Прицкер (семья входит в 15 богатейших семей мира) владеющей сетью отелей Hyatt.
До 1977 года Пенни посещала Кастильскую школу, расположенную в Пало-Альто, Калифорния.
В 1981 году получила степень бакалавра искусств в области экономики в Гарвардском колледже.
В 1985 году она получила степень доктора юриспруденции и магистра делового администрирования в Стэнфордском университете.
В 2009 году Forbes назвал Прицкер одной из 100 самых влиятельных женщин в мире.
В рейтинге журнала Forbes в 2016 году её состояние оценивается в $2,3 млрд.
Является спецпредставителем США по вопросам экономического восстановления Украины. 29 июля 2024 года объявила что в сентябре завершает выполнение полномочий на этой должности, обосновав своё решение начальным сроком своих полномочий.
Её брат, Джей Би Притцкер, является губернатором штата Иллинойс.

## Награды
- Орден княгини Ольги I степени (23 августа 2024 года, Украина) — за весомый личный вклад в укрепление межгосударственного сотрудничества, поддержку суверенитета и территориальной целостности Украины, популяризацию Украинского государства в мире[7]